# متیل سلولز
متیل سلولز (به انگلیسی: Methyl cellulose)
رده درمانی: ملین‌ها
اشکال دارویی: پودر

## موارد مصرف
متیل سلولز محلول در آب بوده در درمان یبوست به‌کار برده می‌شود. متیل سلولز در صنایع غذایی (قوام دهنده و امولسیونه)و آرایشی نیز کاربرد دارد.

## مکانیسم اثر
متیل سلولز از ترکیبات سلولز بوده و در بدن انسان قابل جذب نیست لذا نوعی ملین اسموتیک است.
در صنایع چسب درساخت چسب کاغذ بعنوان ماده اصلی مصرف میشود.

## عوارض جانبی
چون فاقد جذب خوراکی است عوارض چندانی ندارد، ممکن است مصرف زیاد آن موجب اسهال شود.

## خوانش بیش‌تر
- Cathleen Baker (1984). Methylcellulose & Sodium Carboxymethylcellulose: An Evaluation for Use in Paper Conservation through Accelerated Aging. Preprints of the Contributions to the Paris Congress, 2–8 September 1984: Adhesives and Consolidants, pp. 55–59. International Institute of Conservation.
- Robert L. Feller and Myron H. Wilt (1990). Evaluation of Cellulose Ethers for Conservation (free fulltext). Getty Conservation Institute.
- Pijper A (March 1947). "Methylcellulose and Bacterial Motility". J. Bacteriol. 53 (3): 257–69. doi:10.1128/JB.53.3.257-269.1947. PMC 518306. PMID 16561270.